# Karl Schwabe (Politiker)
Karl Bernhart Martin Schwabe (* 26. Juli 1877 in Drispenstedt; † 14. April 1938 in Sponholz) war ein deutscher Gutsbesitzer und Politiker (DNVP).

## Leben und Beruf
Karl Schwabe wurde in Drispenstedt bei Hildesheim geboren. Nach einer Lehre in der Landwirtschaft arbeitete er auf verschiedenen landwirtschaftlichen Gütern. Seit 1911 wirkte er als Besitzer des Rittergutes Friedrichshof bei Friedland. Damit war er Mitglied im ständischen Landtag Mecklenburgs. Von 1914 bis 1917 nahm er am Ersten Weltkrieg teil. 1934 wurde er kurzzeitig verhaftet. Karl Schwabe starb in Sponholz bei Neubrandenburg.

## Politik
Schwabe war von 1919 bis 1923 für die Wirtschaftliche Vereinigung Abgeordneter des Mecklenburg-Strelitzer Landtages. Er trat 1923 in die Deutschnationale Volkspartei (DNVP) ein und amtierte ab dem 2. August 1923 zusammen mit Roderich Hustaedt (DDP) als Staatsminister des Freistaates Mecklenburg-Strelitz. Er war damit der erste deutschnationale Regierungschef in Deutschland. Schwabe war bis zum 21. Februar 1928 Staatsminister. Im ersten ordentlichen Landtag von Mecklenburg-Strelitz war er Fraktionschef und der vehementeste Gegner der Koalition aus SPD und DDP. Er bekannte sich offen zur konstitutionellen Monarchie, die er aber durch den Willen der Mehrheit des Volkes erreichen wollte.